# Liz Rose
Liz Rose, pseudonimo di Elisabeth Wagner (Dallas, 6 settembre 1957), è una paroliera statunitense.

## Biografia
Liz Rose ha iniziato a scrivere canzoni dopo essersi trasferita a Nashville con il marito ed aver incontrato Ken Biddy. Nel 2003 Gary Allan ha interpretato il suo brano Songs About Rain, ma il successo è arrivato tre anni più tardi, con l'inizio della collaborazione artistica con Taylor Swift: nel suo album di debutto eponimo ha co-scritto sette canzoni, grazie alle quali nel 2007 ha vinto il SESAC per la Cantautrice dell'anno. Nel disco seguente, Fearless, ha contribuito alla stesura di quattro brani, tra cui You Belong with Me e White Horse, con i quali ha rispettivamente ricevuto una candidatura al Grammy Award per la Canzone dell'anno e vinto il medesimo premio nella categoria Miglior canzone country.
Successivamente Liz Rose ha scritto brani per artisti come Jill Johnson, i Little Big Town, Kylie Minogue, Carrie Underwood, Miranda Lambert, Martina McBride, Tim McGraw, Blake Shelton, Lee Ann Womack e Chris Young. Nel 2012 ha ricevuto un ACM Award alla Canzone dell'anno con Crazy Girl, interpretata dalla Eli Young Band. Tra il 2015 e il 2016, grazie al suo contributo nella scrittura del singolo Girl Crush dei Little Big Town, ha trionfato ai CMA Award come Canzone dell'anno e ha vinto un secondo Grammy come Miglior canzone country.